# 很久以後
《很久以後》 (英語：Long After) 是香港歌手鄧紫棋的一首歌曲，收錄於她的第七張專輯《摩天動物園》。歌曲被選為電影《可不可以，你也剛好喜歡我》主題曲，也是她首次為華語電影獻唱主題曲。

## 歌曲背景
《很久以後》的代表動物是貓，於2019年12月18日新歌搶聽會分享了歌曲音源，歌曲描述受了傷只能偷偷躲在角落舔拭傷口、在人前卻要故作堅強的樣子。

## 歌曲宣傳
鄧紫棋在2019年12月18日新歌搶聽會分享了歌曲音源，2020年2月29日發佈音樂錄影帶的預告片。

## 音樂影片
音樂影片由電影導演簡學彬執導，於2020年3月3日在YouTube平台上發佈，歌曲音樂影片發佈一天內點閱率破百萬觀看人次。

## 製作名單
名單來源：歌曲《很久以後》MV 
- 鄧紫棋 – 人聲、詞曲創作、製作人、編曲、和音、音頻工程
- T-Ma 馬敬恆 – 製作人、編曲、低音吉他&電腦編程、弦樂編曲、錄音、音頻工程
- Doug Petty – 鋼琴
- 靳海音弦樂團 – 弦樂
- Brian Paturalski – 混音
- Randy Merrill – 母帶

## 榜單表現
| 榜單                  | 最高 排名 |
| --------------------- | --------- |
| 香港KKBOX華語新歌日榜 | 3         |
| 香港KKBOX華語單曲日榜 | 9         |
| 臺灣KKBOX華語新歌日榜 | 5         |
| 臺灣KKBOX華語單曲日榜 | 8         |

| 榜單                  | 最高 排名 |
| --------------------- | --------- |
| 香港KKBOX華語新歌週榜 | 4         |
| 香港KKBOX華語單曲週榜 | 15        |
| 臺灣KKBOX華語新歌週榜 | 5         |
| 臺灣KKBOX華語單曲週榜 | 10        |